# Fritz Todt
Fritz Todt (Pforzheim, Imperio alemán, 4 de septiembre de 1891 - Rastenburg, 8 de febrero de 1942) fue un militar e ingeniero alemán. Figura destacada dentro del Partido nazi, fundador de la Organización Todt, se hizo conocido como constructor de numerosas autopistas en la Alemania de la década de 1930.

## Biografía
Nació en Pforzheim, su padre era propietario de una pequeña fábrica. Estudió ingeniería en Karlsruhe y luego en Múnich. Participó en la Primera Guerra Mundial, inicialmente en la infantería y después como observador de la fuerza aérea, ganando la Cruz de Hierro. Durante la posguerra terminó sus estudios en 1920 y empezó trabajar como ingeniero para la compañía Sager & Woerner.
El 5 de enero de 1922 se inscribió en el Nationalsozialistische Deutsche Arbeiterpartei (NSDAP), el partido nazi. Después de la ascensión de Hitler a Canciller (Reichskanzler) el 30 de enero de 1933, Todt se convirtió en julio de ese mismo año en Generalinspektor für das deutsche Straßenwesen (Inspector general de carreteras) y estuvo implicado en la empresa de la construcción de las nuevas autopistas (Reichsautobahnen).[cita requerida]
Todt llegó a ser más adelante Leiter des Hauptamts für Technik in der Reichsleitung der NSDAP (Director de la oficina central para la técnica en la administración del NSDAP) y Generalbevollmächtigter für die Regelung der Bauwirtschaft (Encargado de la comisión para regular la industria de la construcción).
Como privilegio especial, a Todt le fue permitido un poder considerable y supervisaba todas las construcciones en el Reich. También lo designaron como Generalmajor de la Luftwaffe en marzo de 1935. En el año 1938 fundó la Organización Todt, organización en la que se integraban las compañías privadas y las del gobierno en el Reichsarbeitsdienst (Servicio de Trabajo del Reich) y que estuvo a cargo del Muro del oeste (Westwall), conocido posteriormente como Línea Sigfrido, cuyo propósito era defender el territorio alemán.
El 17 de marzo de 1940 fue designado Reichsminister für Bewaffnung und Munition (Ministro de armamento y munición) y supervisó el trabajo de la Organización Todt en el Frente Oriental, después de la invasión a la Unión Soviética en junio de 1941. Al mismo tiempo fue designado para realizar la restauración de la infraestructura ferroviaria, ya que el ancho de vía de los ferrocarriles alemanes era más estrecho que el de los rusos. Todt, que a pesar de su cargo era una persona bastante modesta, se hizo un implacable enemigo de Hermann Göring, quien deseaba que los magnates del acero alemán fueran los directos beneficiarios de la Organización.

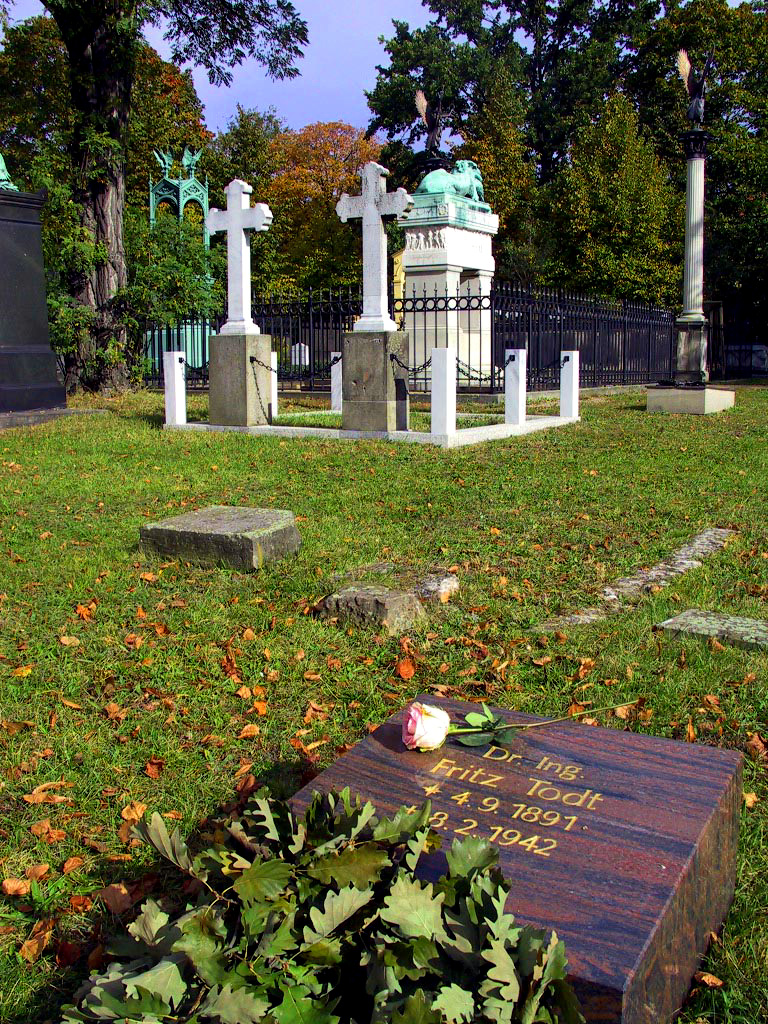
Tumba de Todt en el Invalidenfriedhof (Berlín).

Todt expresó muchas veces que la guerra con la Unión Soviética estaba perdida, y estas presunciones las hizo personalmente ante Hitler.

## La extraña muerte de Todt
El 8 de febrero de 1942, en la madrugada mientras visitaba a Hitler en la  guarida del lobo, cerca de Rastenburg en Prusia, llegó Albert Speer proveniente de Dnipropetrovsk para recibir instrucciones y de ahí volar a Berlín. Todt, que acababa de salir de la reunión, de modo muy sombrío invitó a Speer a acompañarle  cuando partiera en la mañana, pero  Hitler se opuso y Speer declinó el ofrecimiento. Speer detalló sus actividades a Hitler mientras Todt dormía antes de viajar.
En su libro Memorias, Speer observó que Todt estaba agotado y muy depresivo. Speer no pudo averiguar la razón de su estado de ánimo. Se supo después que Todt, antes de la llegada de Speer, había tenido una amarga discusión a viva voz con Hitler sobre el conflicto con la URSS y la producción bélica. Todt había declarado a Hitler que la guerra estaba perdida siendo este el meollo de la discusión.
A las 3, Todt subió a un Heinkel 111 civil y durante el despegue su avión estalló a una altura de 30 metros, muriendo Todt y toda la tripulación inmediatamente. Cinco horas después Hitler confirió a Albert Speer el cargo de Todt y el control de su organización.
Speer dijo, sospechosamente, que en este extraño accidente podía haber estado involucrada una labor de inteligencia.
Más tarde, el Ministerio del Aire ordenó una investigación del accidente para determinar si había sido un sabotaje o accidente. Hitler detuvo en seco la investigación y no se habló nunca más del tema.